# Alcorta Rocks
Alcorta Rocks är en kulle i Antarktis. Den ligger i Östantarktis. Nya Zeeland gör anspråk på området. Toppen på Alcorta Rocks är 100 meter över havet.
Terrängen runt Alcorta Rocks är varierad. Havet är nära Alcorta Rocks åt nordväst. Trakten är obefolkad. Det finns inga samhällen i närheten. 